# Saint-Cernin (Lot)
Saint-Cernin ist eine Ortschaft und eine Commune déléguée in der französischen Gemeinde Les Pechs du Vers mit 198 Einwohnern (Stand 1. Januar 2022) im Département Lot in der Region Midi-Pyrénées.
Mit Wirkung vom 1. Januar 2016 wurde Saint-Cernin mit Saint-Martin-de-Vers zur Commune nouvelle Les Pechs du Vers in der ebenso neuen Region Okzitanien zusammengelegt. Sie verfügt dort seither über den Status einer Commune déléguée. Die Gemeinde Saint-Cernin gehörte zum Kanton Causse et Vallées im Arrondissement Gourdon. 

## Lage
Der Ort Saint-Cernin liegt in der Berglandschaft Haut Quercy im Regionalen Naturpark Causses du Quercy, 20 Kilometer nordnordöstlich von Cahors. Nachbarorte sind Soulomès im Norden, Caniac-du-Causse im Nordosten, Sénaillac-Lauzès im Osten, Sabadel-Lauzès im Südosten, Lauzès im Süden, Saint-Martin-de-Vers im Westen sowie Saint-Sauveur-la-Vallée im Nordwesten.
Um das Jahr 1490 hieß der Ort Saint-Cernin-de-Baneda.

## Bevölkerungsentwicklung
| Jahr                       | 1962 | 1968 | 1975 | 1982 | 1990 | 1999 | 2007 | 2014 |
| -------------------------- | ---- | ---- | ---- | ---- | ---- | ---- | ---- | ---- |
| Einwohner                  | 249  | 230  | 183  | 166  | 149  | 167  | 195  | 280  |
| Quellen: Cassini und INSEE |      |      |      |      |      |      |      |      |